# Второе сражение у острова Ре
Второе сражение у острова Ре — морское сражение между французским королевским флотом во главе с Карлом I де Гизом и гугенотским флотом во главе с герцогом Субизом и Жаном Гитоном в 1625 году в рамках гугенотских восстаний.

## Предыстория

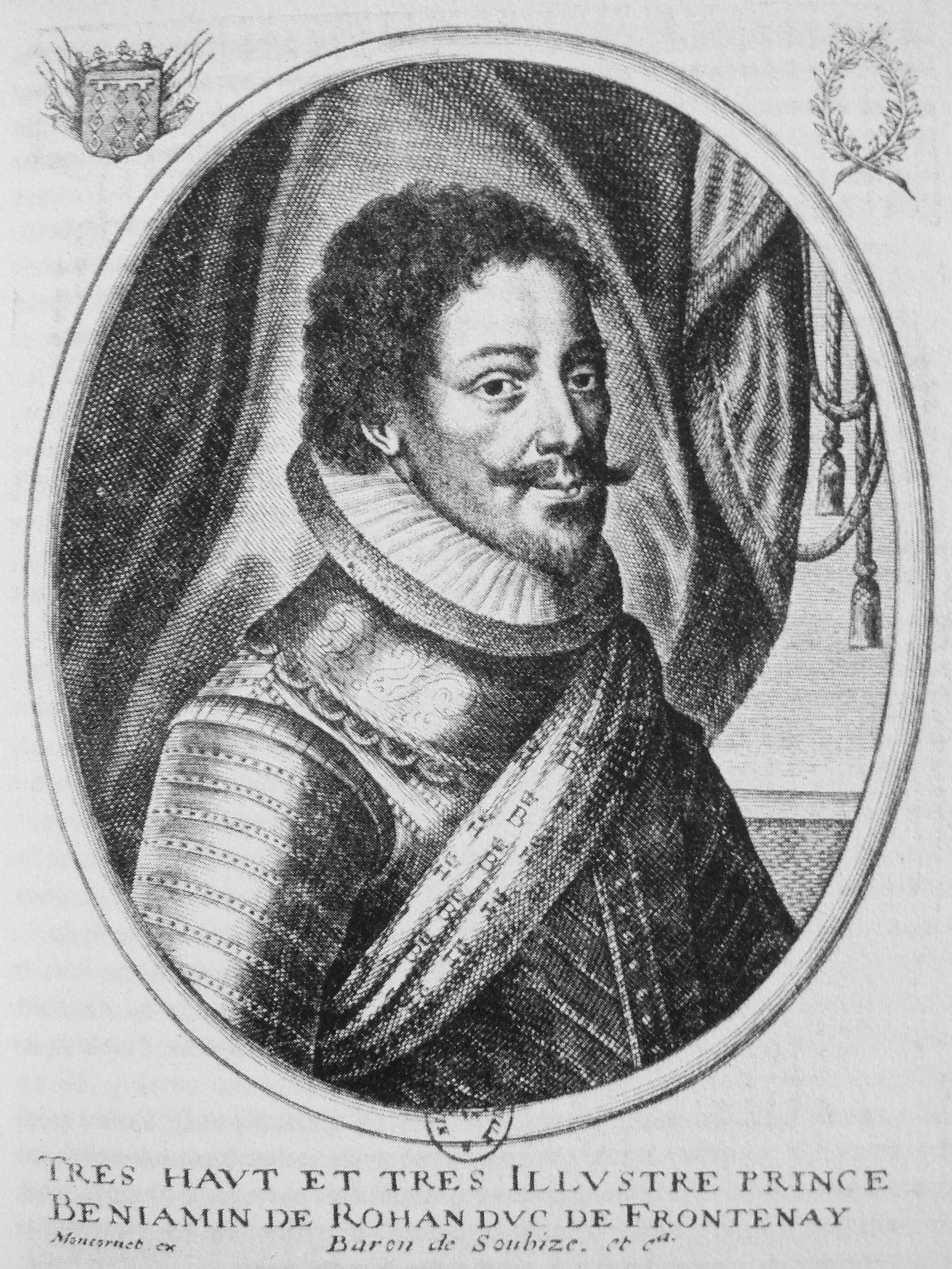
Герцог Субиз

Протестанты вели вооруженную борьбу против центрального католического правительства в 1620—1622 годах, что, в частности, привело к морской битве при Сен-Мартен-де-Ре 27 октября 1622 года между военно-морскими силами гугенотской Ла-Рошели и флотом короля под командованием Карла I де Гиза. Непростой мир был заключен по договору в Монпелье, но его положения игнорировались обеими сторонами.
В феврале 1625 года протестант Бенжамен де Роган, герцог Субиз, возглавил второе восстание гугенотов против французского короля Людовика XIII, и после публикации манифеста оккупировал остров Ре. Взяв с собой 300 солдат и 100 моряков, он отбыл к побережью Бретани, где провел успешную атаку на королевский флот в битве на реке Блаве. Затем Субиз вернулся на Ре с 15 кораблями и вскоре занял остров Олерон, взяв, таким образом, под свой контроль атлантическое побережье Франции от Нанта до Бордо. За эти операции Субиз получил титул «Адмирал протестантской церкви». ВМС Франции, напротив, были ослаблены, в результате чего центральное правительство было очень уязвимо.
В городе гугенотов Ла-Рошель жители проголосовали за присоединение к силам Субиза 8 августа 1625 года.

## Захват острова
Карл I де Гиз по заданию короля организовал высадку, чтобы вернуть остров Ре короне, используя 20 одолженных голландских военных кораблей, а также семь английских кораблей под командованием герцога Монморанси.
Голландский флот из 20 кораблей прибыл во Францию в соответствии с условиями франко-голландского договора 1624 года и находился под командованием адмирала Виллема де Зуте (он покинет французскую службу в феврале 1626 года после разрешения Генеральных штатов).

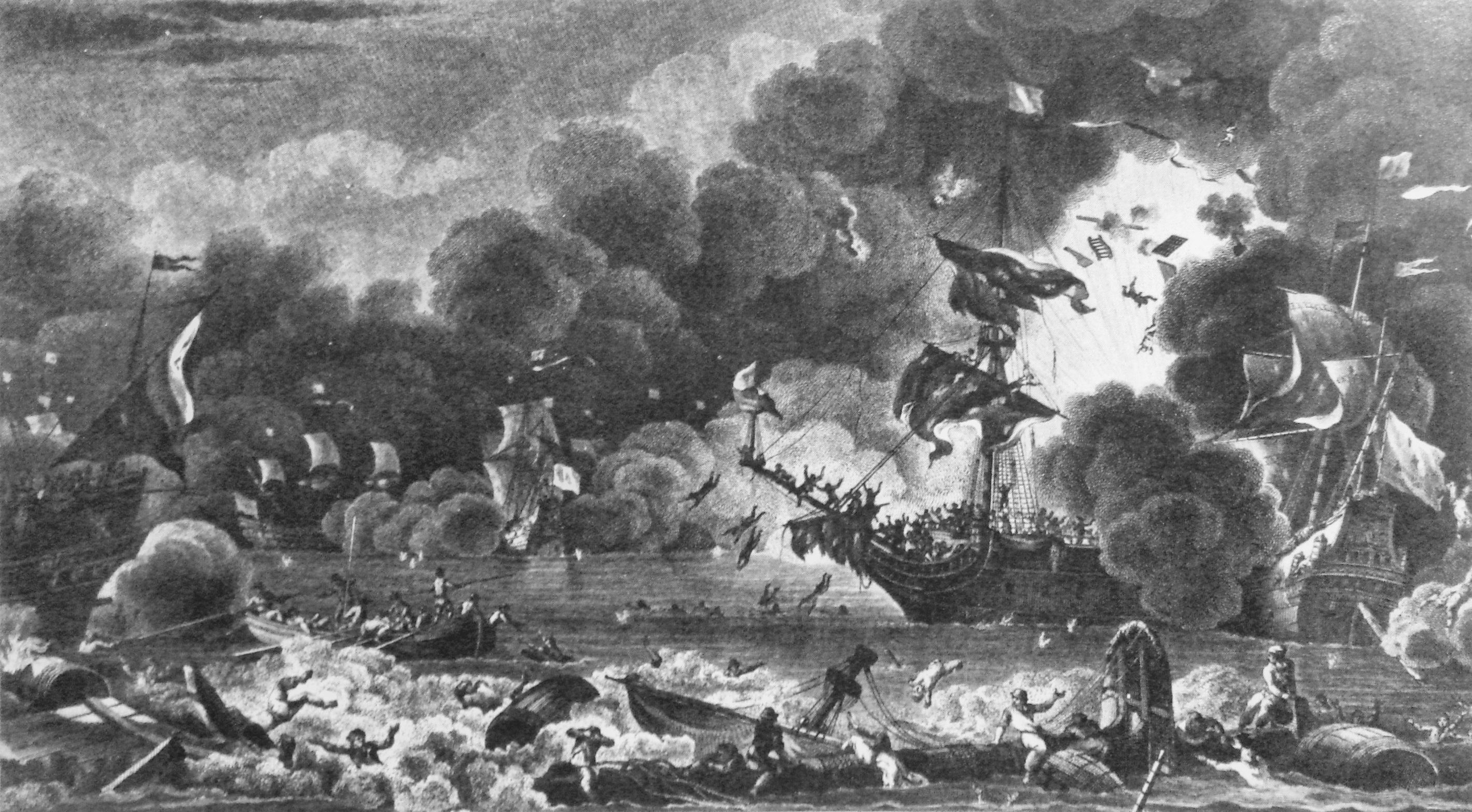
Морской бой при Пертуй-Бретоне между флотами Субиза и герцога де Монморанси.

Английский король Карл I и герцог Бекингем вели переговоры с французским регентом, кардиналом Ришельё, о предоставлении Франции английских кораблей для помощи в борьбе против французских протестантов (гугенотов) в обмен на французскую помощь против испанцев, занявших Пфальц. Несмотря на возмущение английского парламента тем, что король помогал борьбе с протестантами, семь английских кораблей были доставлены во Францию капитаном Пеннингтоном и были заняты в конфликте, хотя они были в основном укомплектованы французскими экипажами, так как большинство англичан отказались служить против своих единоверцев и сошли с кораблей в Дьепе.
16 июля 1625 года Субизу удалось взорвать голландский корабль вице-адмирала Филиппса ван Дорпа с 300 голландскими моряками на борту.

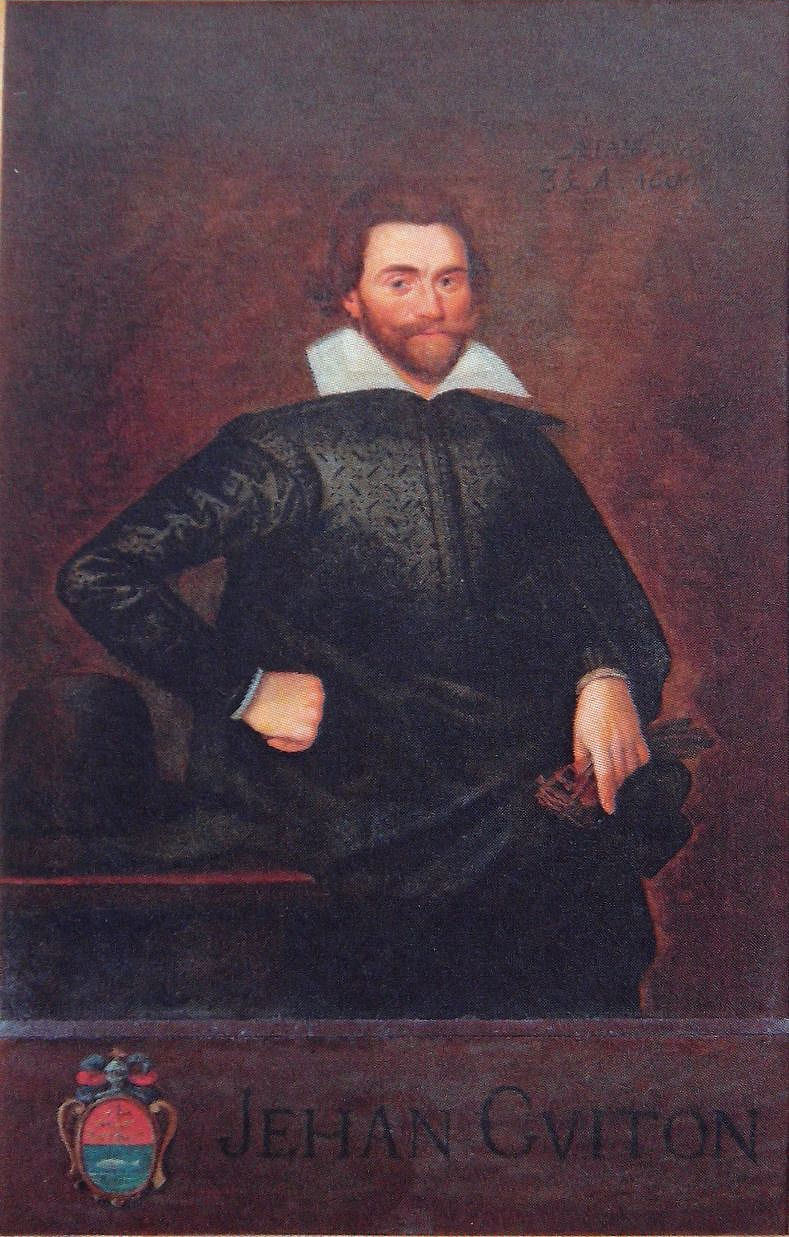
Флот Ла-Рошели во главе с Жаном Гитоном (на картине) был разбит герцогом Монморанси 15 сентября 1625 года.

В сентябре 1625 года Монморанси вывел свой большой флот из Ле-Сабль-д’Олон и, наконец, разбил флот Ла-Рошели, которым командовали Жан Гитон и Субиз у Сен-Мартен-де-Ре 15 сентября 1625 года.
Два элитных полка королевских войск были высажены на остров Ре и разгромили 3-тысячные силы Субиза. Остров был потерян, и Субиз бежал в Англию с немногими из оставшихся кораблей. Таким образом, Монморанси удалось вернуть короне Ре и Олерон.

## Последствия

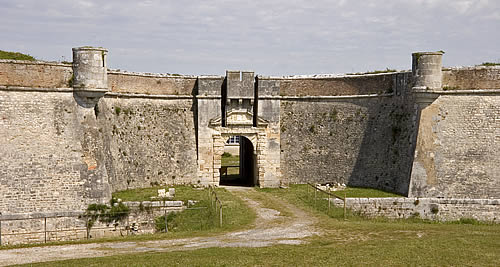
Форт Ла-Прэ, построенный в 1625 году после захвата острова Ре.

После длительных переговоров о мире в Париже (1626) было, наконец, подписано соглашение между Ла-Рошелью и королем Людовиком XIII 5 февраля 1626 года, сохранявшее религиозную свободу горожан, но создававшее гарантии предотвращения будущих конфликтов: Ла-Рошели было запрещено иметь собственный военный флот, а также надлежало срыть форт в Тасдоне. Спорный Форт-Луи под королевским контролем недалеко от западных ворот города должен был быть разрушен «в разумные сроки».
Французский офицер Туара был назначен губернатором острова и начал укреплять оборонительные сооружения с учетом будущих нападений, особенно в Форт-де-Ла-Прэ и Сен-Мартен-де-Ре.
В 1627 году англичане попытались захватить остров Ре, чтобы поддержать защитников осажденной Ла-Рошели, что привело ко второй осаде Сен-Мартен-де-Ре во главе с герцогом Бэкингемом против Туара.
Конфликт явно показал зависимость Франции от иностранных военно-морских сил. Это привело к запуску Ришельё амбициозных планов по созданию национального флота.